# Lockespindlar
Lockespindlar eller låckespindlar (Opiliones) är en ordning inom spindeldjuren. Lockespindlar har liksom spindlarna fyra benpar, två pedipalper och två käkar. Hos lockespindlar ser framkroppen och bakkroppen ut att vara sammanvuxna, till skillnad från spindlars markanta delning. De flesta arter har ett ögonpar, vissa saknar dock ögon helt (till exempel den grottlevande Giupponia chagasi). Lockespindlar saknar förmåga att producera gift och silke. De är herbivorer, asätare och rovdjur (även kallad allätare). De jagar levande föda genom att springa ifatt sina byten. Lockespindlarna andas med trakéer.
De ska inte förväxlas med harkrankar, som är insekter.
Ordningen innehåller över 6 500 arter, uppdelade i över 40 familjer. I Sverige har över 20 arter (26?: någon osäker) ur fyra familjer påträffats; Sclerosomatidae, Nemastomatidae (fläcklockar), Phalangiidae (långbenslockar) och Trogulidae (sköldlockar).

## Mytologi
Anna Birgitta Rooth menade att den nordiske guden Loke från början var en spindel, och hänvisade bland annat till hans dialektala namn "Locke" och Lockespindlar.